# Pearsall
Pearsall – miasto w Stanach Zjednoczonych, w stanie Teksas, w hrabstwie Frio. W 2000 roku liczyło 7 157 mieszkańców.